# Associação de Escritores da Iugoslávia
A Associação de Escritores da Iugoslávia ou União dos Escritores Iugoslavos (em servo-croata:  Savez književnika Jugoslavije, em esloveno:  Zveza književnikov Jugoslavije, em macedônio/macedónio:  Сојузот на писателите на Југославија) foi uma organização guarda-chuva de 6 associações de escritores das repúblicas constituintes da República Socialista Federativa da Iugoslávia. A Associação coordenou a cooperação entre suas organizações membros.  A partir de 1965, a Associação foi transformada em órgão de coordenação dos seus associados da época; a Associação de Escritores da Bósnia e Herzegovina, a Associação de Escritores de Montenegro, a Associação de Escritores Croatas, a Associação de Escritores da Sérvia, a Associação de Escritores da Macedônia e a Associação de Escritores Eslovenos.  Ivo Andrić foi eleito por unanimidade o primeiro presidente da Associação em 1946. 
Com a progressiva descentralização e confederalização da própria Iugoslávia, exemplificada na Constituição Iugoslava de 1974, a importância da associação federal tornou-se menos proeminente a partir da década de 1970, com a associação republicana alcançando um lugar mais central na vida literária do país. 
Após o último Congresso em 1985 em Novi Sad, a associação tornou-se uma das primeiras instituições federais a experimentar querals paralisantes que levaram à dissolução efetiva e nunca formalmente declarada em 1990.  A crise aprofundou-se já em 1986, quando o ramo republicano sérvio propôs Miodrag Bulatović como o novo presidente da presidência rotativa da associação para a qual o candidato sérvio seria eleito na altura.  Este candidato foi rejeitado pelos ramos esloveno, kosovar, montenegrino e croata, cujos delegados alegaram que o candidato era hostil a outras nações iugoslavas. 

## História
Após a ruptura Tito-Stalin de 1948, o aumento da pluralidade desenvolvida na literatura iugoslava com o discurso de Miroslav Krleža no Terceiro Congresso da Associação em Ljubljana em 1952, que sintetizou o distanciamento artístico do realismo socialista anteriormente promovido. 
Em 1956, a Associação enviou Petar Guberina como representante observador iugoslavo ao Congresso de Escritores e Artistas Negros em Paris, que também participou do segundo Congresso em Roma em 1959. 
Em 1958, a Associação nomeou o autor iugoslavo Ivo Andrić como seu primeiro candidato ao Prêmio Nobel de Literatura, prêmio que receberia em 1961. 
Em 1966, a Associação rompeu todas as relações formais com a União dos Escritores da Bulgária, depois de os parceiros búlgaros terem recusado assinar um documento em língua macedónia.  As relações não foram restabelecidas até ao fim da existência da Associação, uma vez que o lado iugoslavo insistiu que todos os acordos fossem assinados nas línguas búlgara e macedónia. 

## Congressos
- 1º Congresso, Belgrado, República Popular da Sérvia (17-19 de novembro de 1946) [10] [11]]

O evento teve lugar no edifício Ilija M. Kolarac Endowment com a presença de 40 delegados da Sérvia, 40 da Croácia, 25 da Eslovénia, 9 da Bósnia e Herzegovina, 6 da Voivodina, 6 da Macedônia e 3 do Montenegro, bem como convidados de embaixadas da França, Polónia, Tchecoslováquia, Albânia, Bulgária, Romênia e Hungria com delegados escritores desses países, bem como da Polônia e da URSS.  Os delegados incluíram representantes de comunidades minoritárias de húngaros, romenos e eslovacos.  Ivo Andrić foi eleito presidente e Vladimir Nazor presidente honorário da Associação. 
- 2º Congresso, Zagreb, República Popular da Croácia (26-29 de dezembro de 1949) [15]

O evento aconteceu no prédio do Instituto Croata de Música. O evento foi usado como plataforma para representar a produção literária iugoslava e a promoção da literatura e os esforços de intercâmbio inter-iugoslavos desde 1946.
- 3º Congresso, Liubliana, República Popular da Eslovênia (1952) [18]
- 4º Congresso, Ocrida, República Popular da Macedônia (15-17 de setembro de 1955) [19]
- 5º Congresso, Belgrado, República Popular da Sérvia (25-28 de novembro de 1958) [19]
- 6º Congresso, Sarajevo, República Popular da Bósnia e Herzegovina (16-18 de setembro de 1961) [19]
- 7º Congresso, Titogrado, República Popular de Montenegro (24-26 de setembro de 1964) [19]

O evento foi marcado por quatro propostas concorrentes para a reforma estatutária substancial da associação sem acordo comum para aceitar qualquer uma delas na íntegra. A primeira proposta do ramo republicano sérvio foi apresentada em 20 de maio de 1964, recomendando a introdução de um secretariado executivo permanente e a rotação obrigatória na liderança entre os ramos republicanos. A proposta croata recomendou que a sede da associação fosse rotacionada a cada três anos, em vez de uma localização permanente em Belgrado, e aceitou a ideia da rotação da liderança juntamente com a rotação dos assentos. A proposta eslovena recomendou que, desde que a organização começou formalmente a funcionar como uma coordenação, os seus órgãos deveriam consistir em membros delegados dos ramos republicanos em vez de representantes independentes eleitos ou secretariado. A última proposta foi apresentada por Dobrica Ćosić com um grupo independente de escritores que incluía Antonije Isaković, Oskar Davičo, Aleksandar Tišma e outros, recomendando a introdução de um novo tipo de organização em paralelo com o princípio territorial em que os escritores cooperariam ao nível da Iugoslávia com base nas suas interesses e afinidades específicas. O Congresso decidiu levar todas as propostas para análise mais aprofundada.
- Congresso Extraordinário, Belgrado, República Socialista da Sérvia (21-22 de dezembro de 1965) [21]
- 8º Congresso, Belgrado, República Socialista da Sérvia (2 a 4 de outubro de 1975) [22]
- 9º Congresso, Novi Sad, Província Socialista Autônoma da Voivodina, República Socialista da Sérvia (15-20 de abril de 1985) [23]
- 10º Congresso, Vrnjačka Banja, República Socialista da Sérvia (9 a 11 de janeiro de 1990, CANCELADO posteriormente depois que as filiais da Eslovênia, Croácia, Kosovo e Macedônia se recusaram a comparecer) [24]

## Presidentes
- Ivo Andrić (1946-1952) [25] [26]
- Josip Vidmar 1952-1958) [27]
- Miroslav Krleža (1958-1961) [27]
- Blaže Koneski (1961-1964) [27]
- Mesa Selimović (1964-1965) [27]
- Matej Bor (1965-1968) [28]
- Aco Šopov (1968-1970)
- Ivo Frangeš (1970-1972) [29]
- Gustav Krklec (1974-1977) [30] [31]
- Sreten Asanović (1979–1981)
- Duško Roksandić (1981-1982)
- Azem Shkreli (1982-1983)
- Kole Čašule (1984-1985) [32]
- Ciril Zlobec (1985-1986)
  - Vago (1986-1988); O candidato sérvio Miodrag Bulatović não foi eleito devido à oposição de cinco das oito associações republicanas e provinciais (as da Eslovênia, Croácia, Montenegro, Kosovo e Voivodina) [33]
- Slobodan Selenić (1988-1990) [34]
- Otto Tolnai (1990) [35] [36]